# Steinerkirchen an der Traun
Steinerkirchen an der Traun è un comune austriaco di 2 380 abitanti nel distretto di Wels-Land, in Alta Austria; ha lo status di comune mercato (Marktgemeinde).